# Pseudonthobium fracticolloides
Pseudonthobium fracticolloides är en skalbaggsart som beskrevs av Renaud Maurice Adrien Paulian 1984. Pseudonthobium fracticolloides ingår i släktet Pseudonthobium och familjen bladhorningar.
Artens utbredningsområde är Nya Kaledonien. Inga underarter finns listade i Catalogue of Life.